# NGC 6141
NGC 6141 este o galaxie situată în constelația Hercule. A fost descoperită în 27 mai 1886 de către Guillaume Bigourdan⁠(d).